# Franciszek Wielądek
Franciszek Adam Wielądek (ur. 3 listopada 1936 w Wielądkach) – polski statystyk, specjalista zastosowań matematyki w kolejnictwie i polityk, w latach 1989–1990 kolejno minister transportu, żeglugi i łączności i minister transportu i gospodarki morskiej.

## Życiorys
Absolwent Wydziału Matematyki Uniwersytetu Warszawskiego (1959), uzyskał również doktorat z dziedziny statystyki w Szkole Głównej Planowania i Statystyki. Od 1961 związany z PKP jako programista, następnie projektant systemów, kierownik zakładu, zastępca dyrektora Centrum Informatyki Komunikacji. W 1972 kierował zespołem ds. opracowania i wdrożenia systemu informatycznego obliczania i rozliczania należności przewozowych na kolei. W latach 1983–1989 pełnił funkcje podsekretarza stanu w Ministerstwie Komunikacji (od 1987 w Ministerstwie Transportu, Żeglugi i Łączności), a od 12 września 1989 do 6 lipca 1990, był pierwszym ministrem transportu w III RP. Sprawował urząd w rządzie Tadeusza Mazowieckiego.
Od 1998 był przewodniczącym Międzynarodowego Związku Kolei UIC. W latach 1996–1999 był przewodniczącym (dwa lata), a następnie sekretarzem generalnym Rady PKP. W latach 2001–2002 pełnił funkcję przewodniczącego rady nadzorczej PKP SA. W latach 2004–2006 pełnił funkcję wiceprzewodniczącego Rady Administracyjnej Europejskiej Agencji Kolejowej ERA. Wykładał na SGH oraz w Wyższej Szkole Handlu i Prawa.
Od 1964 był członkiem PZPR, następnie (od 1990) SdRP.

## Publikacje[5]
- Podstawy informatyki w transporcie (współautor); pod redakcją T. Wierzbickiego, WKiŁ, 1974
- Informatyka w zarządzaniu koleją; WKiŁ, 1977
- Trudne koleje kolei (współautor); TOR, 2005
- 50 lat informatyki w kolejnictwie; Informatyka PKP, 2008
- Technologie transportowe (współautor); pod redakcją L. Mindura. Wydawnictwo Naukowe Instytutu Technologii Eksploatacji, Radom 2014